# چکاوک تندابه
چکاوک تندابه (نام علمی: Grallina bruijnii) نام یک گونه از تیره مگس‌گیر شهریار است.